# Strasburg (Pennsylvania)
Strasburg ist eine Gemeinde (Borough) im Lancaster County des US-Bundesstaats Pennsylvania. Das U.S. Census Bureau hat bei der Volkszählung 2020 eine Einwohnerzahl von 3.117 ermittelt.

## Geographie
Strasburg liegt 12 Kilometer südöstlich von Lancaster und rund 100 Kilometer westlich der Großstadt Philadelphia. Der U.S. Highway 30 verläuft in einer Entfernung von zwei Kilometern im Norden von Strasburg.

## Geschichte
Die Stelle des heutigen Strasburg wurde bereits im Jahr 1693 von französischen Jägern als Handelsplatz von Fellen mit den Delaware Indianern genutzt. Bald folgten weitere Siedler, in erster Linie Hugenotten, die den Ort Mitte der 1700er Jahre in Anlehnung an ihren Heimatort Straßburg im Elsass daraufhin Strasburg nannten. Es schloss sich die wirtschaftliche Blütezeit des Ortes an, die jedoch mit der Entstehung von Vergnügungsvierteln und Kriminalität einher ging, weshalb der Ort zuweilen als Hell’s Hole (Höllenloch) bezeichnet wurde. Die offizielle Gründung des Borough of Strasburg erfolgte 1816.
Heute ist Strasburg wegen seiner Museen, dem Railroad Museum of Pennsylvania sowie dem National Toy Train Museum vor allem für Besucher attraktiv. Auf dem 1700 sqft (ca. 160 m²) großen Choo Choo Barn-Gelände werden 22 Modelleisenbahnen in einer handgefertigten Landschaft betrieben.
Im Ort existieren viele historisch wertvolle Gebäude und Plätze, die teilweise, ebenso wie einige antike Lokomotiven im National Register of Historic Places aufgeführt sind.

## Galerie

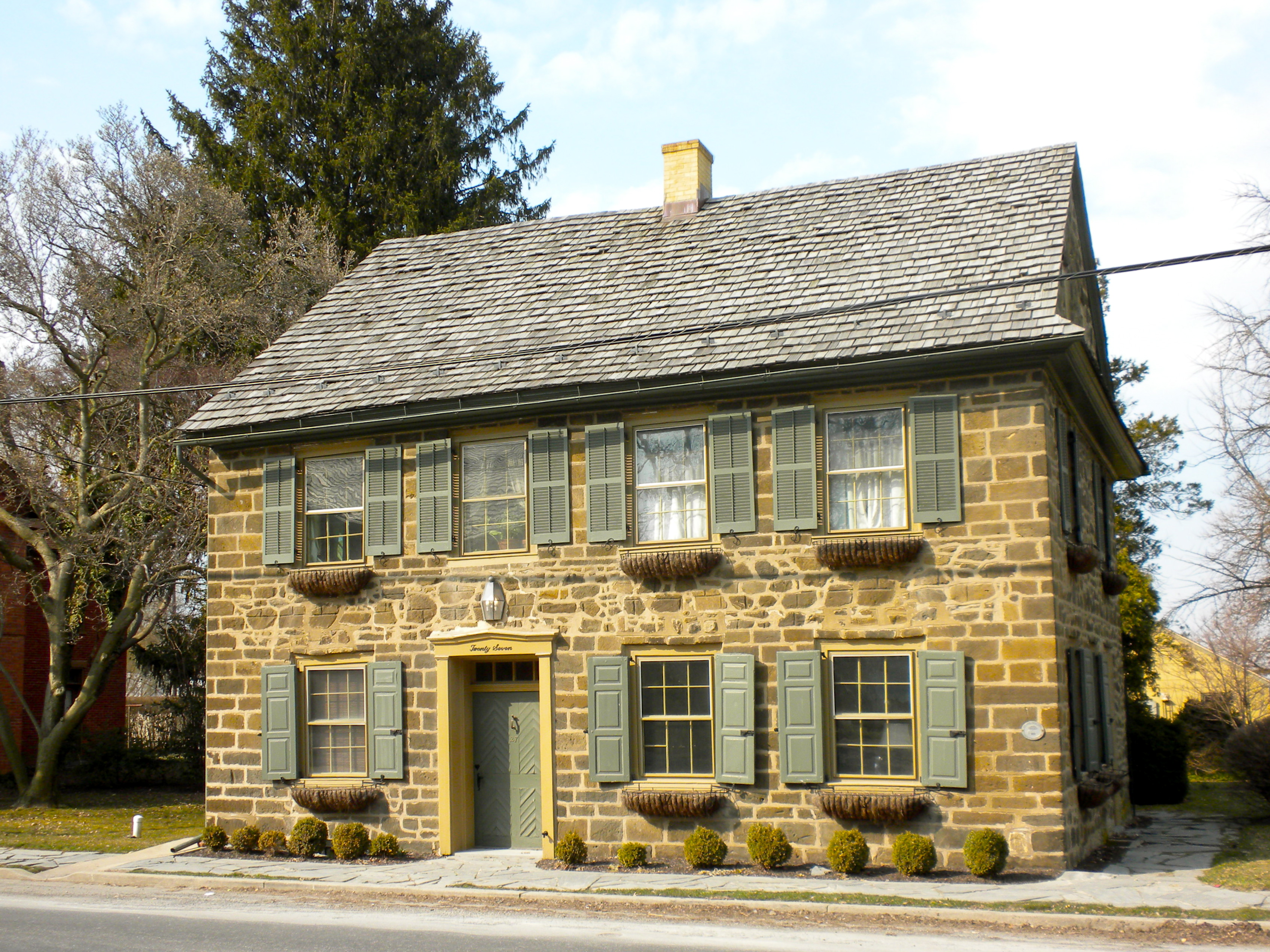
Gebäude von 1754
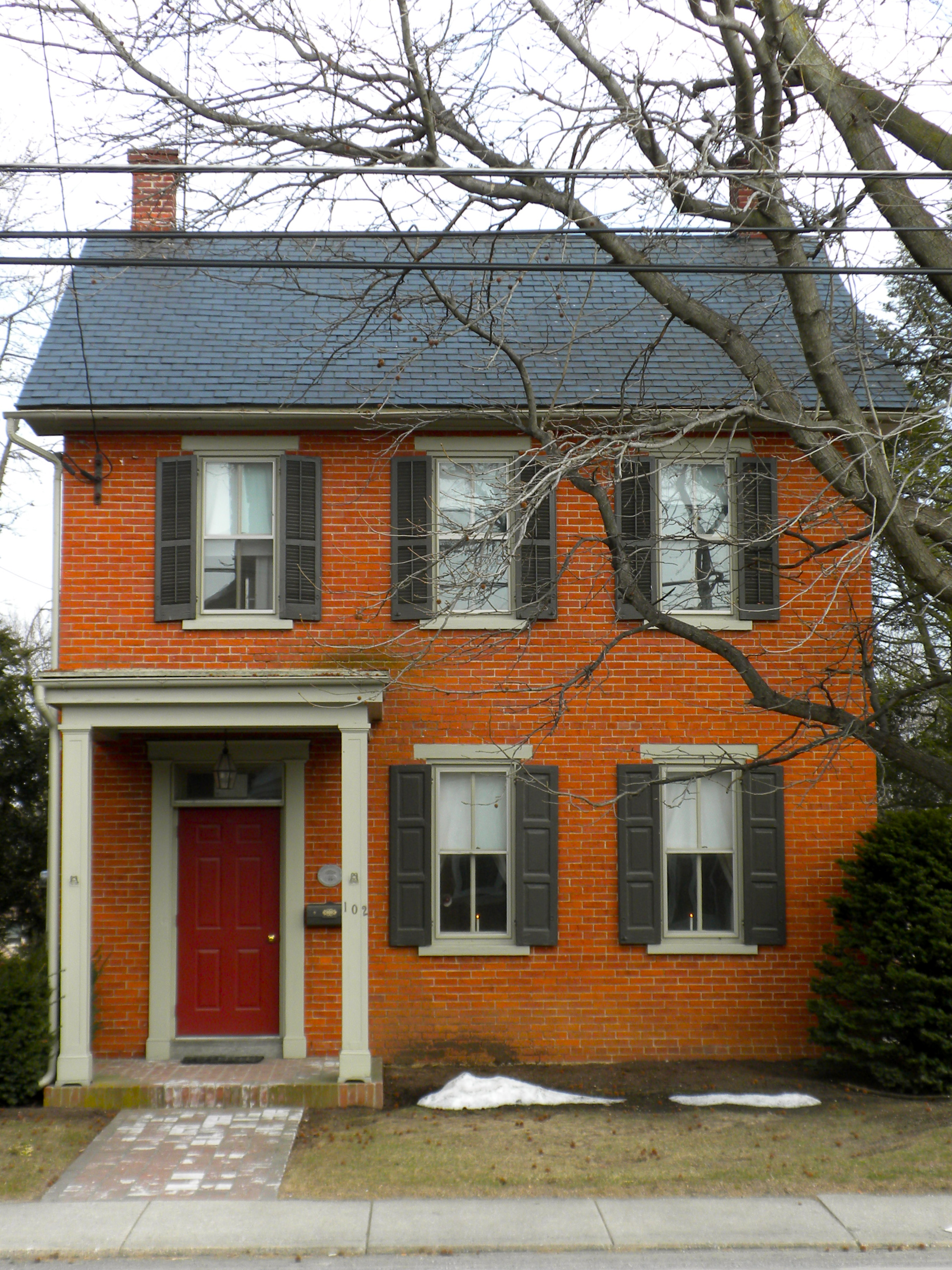
Gebäude von 1868
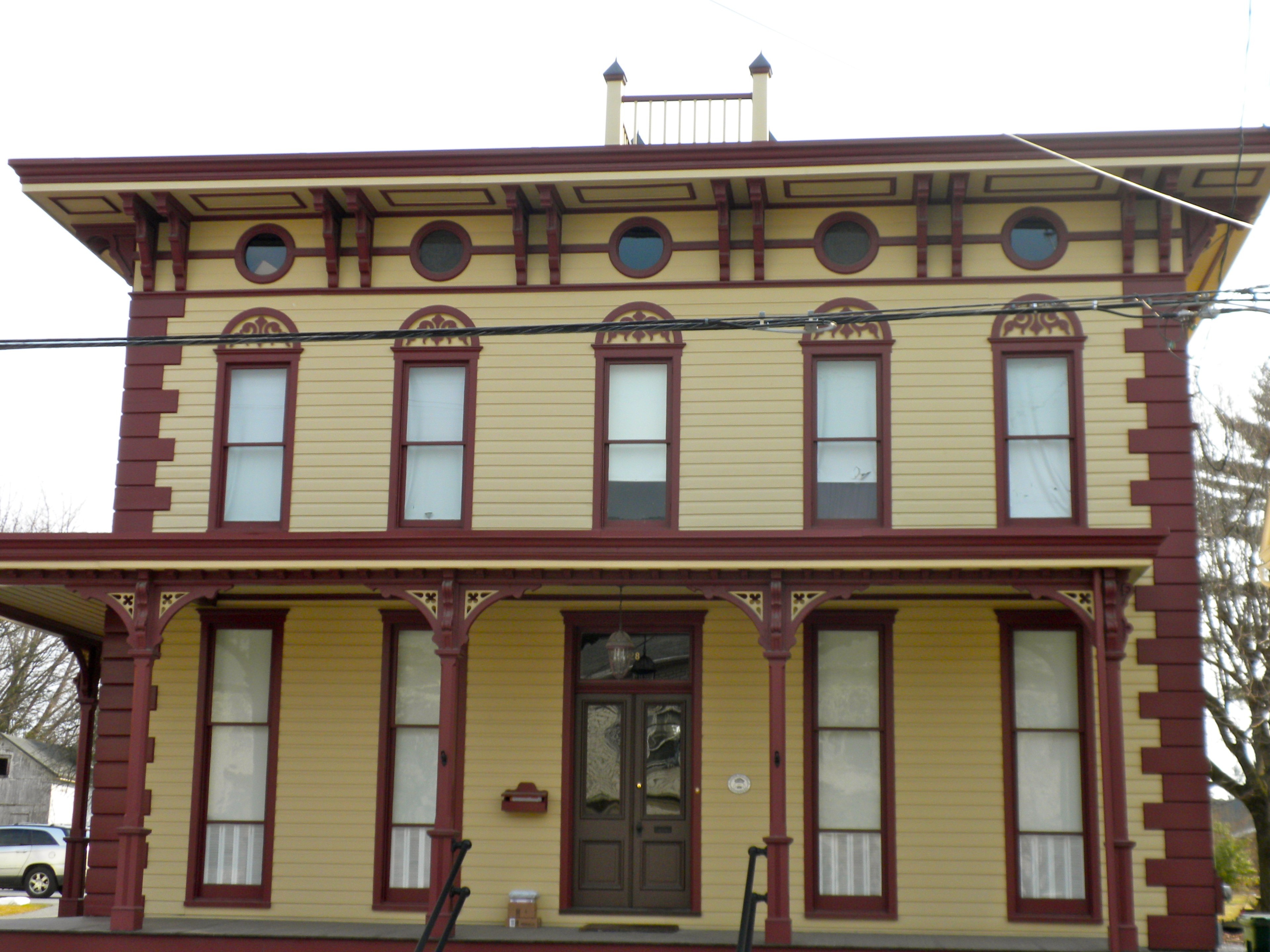
Gebäude um 1880
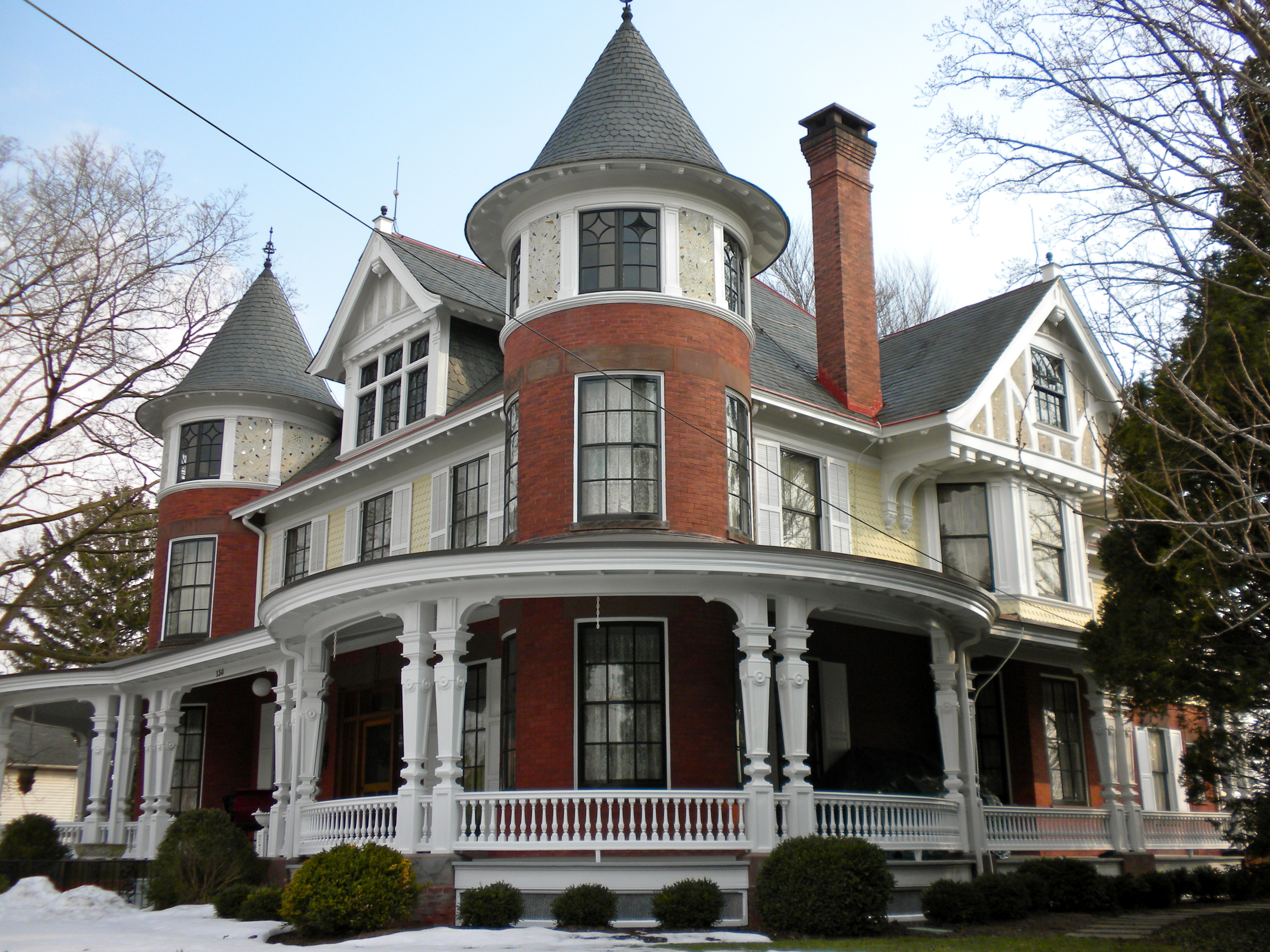
Gonder Mansion
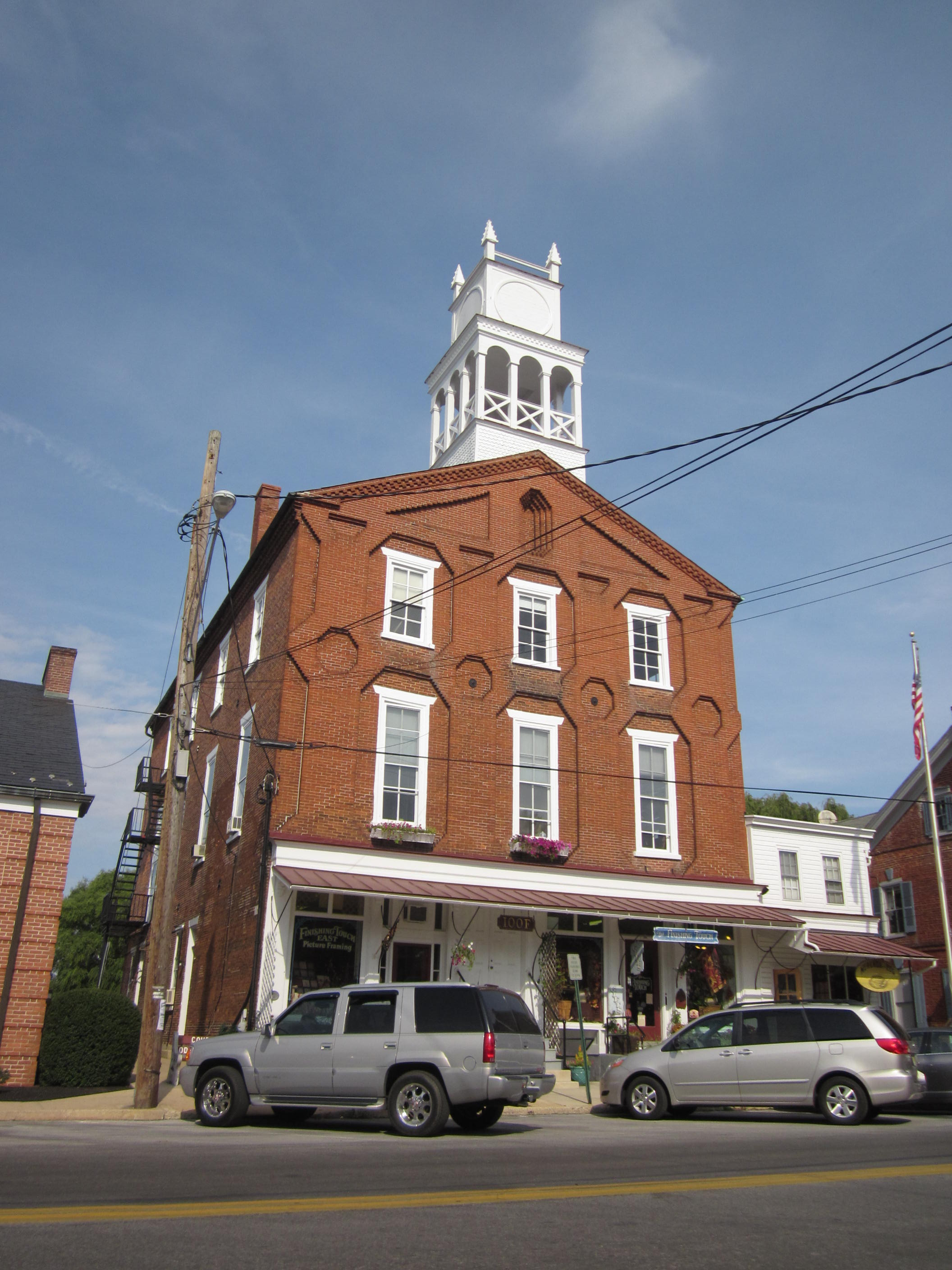
Massasoit Hall
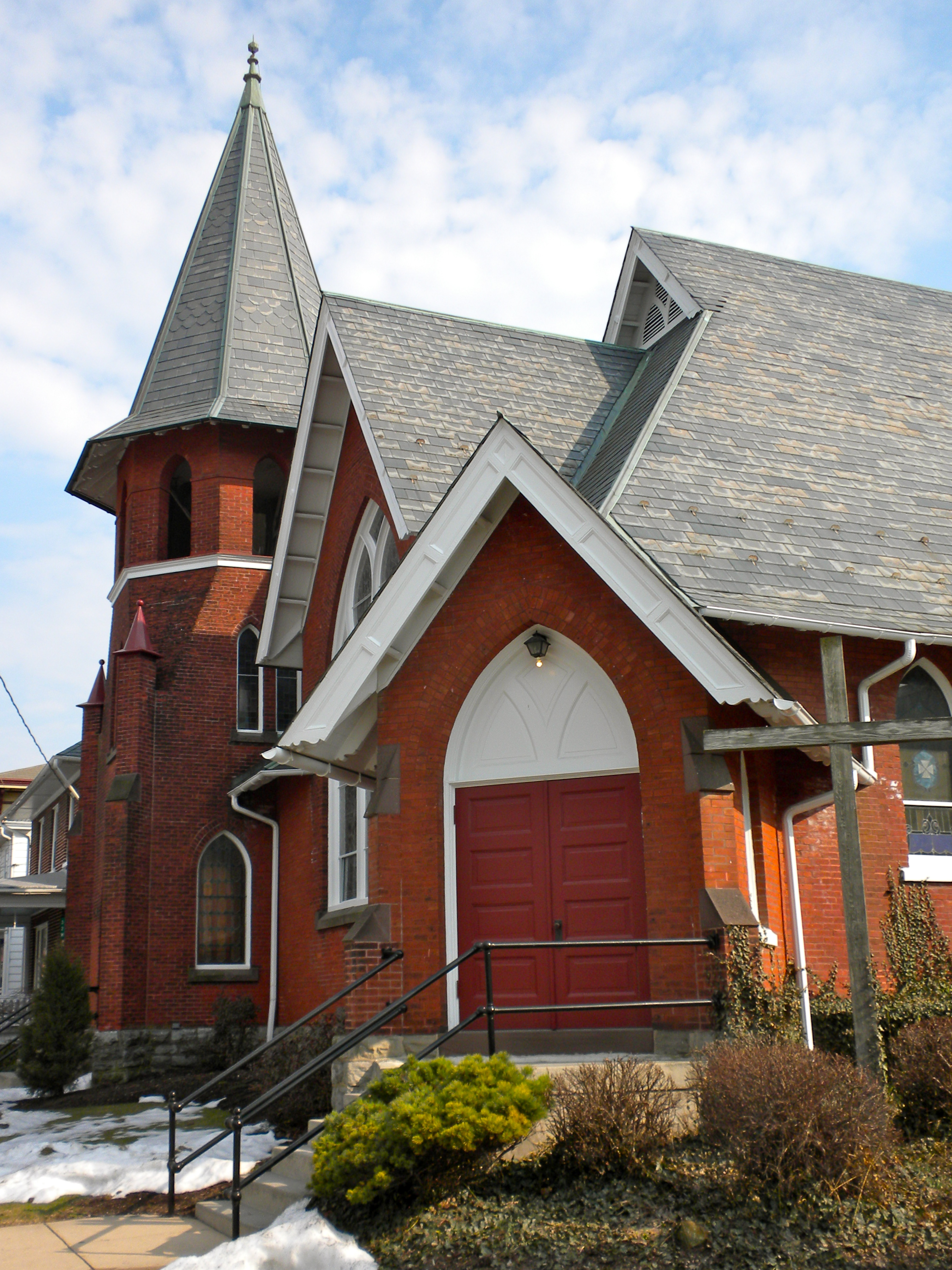
Methodist Church

## Demografische Daten
Im Jahr 2013 wurde eine Einwohnerzahl von 2852 Personen ermittelt. Das Durchschnittsalter lag zu diesem Zeitpunkt mit 34,7 Jahren unterhalb des Wertes von Pennsylvania, der 40,6 Jahre betrug.

## Söhne und Töchter der Stadt
- John Alexander Ahl (1813–1882), Politiker
- Joseph Lefever (1760–1826), Politiker
- Jacob H. Neff (1830–1909), Politiker